# Anthony Lucy, 1. Baron Lucy

Wappen der Familie Lucy

Anthony Lucy, 1. Baron Lucy (auch Anthony de Luci) (* um 1283; † zwischen 20. Mai und 10. Juni 1343) war ein englischer Adliger und Militär, der zeitweise als Justiciar of Ireland diente.

## Herkunft und Erbe
Anthony Lucy war der zweite Sohn von Sir Thomas de Lucy († 1305) und dessen Frau Isabella († 1319), der ältesten Tochter von Adam of Boltby. Sein Vater war ein Nachfahre von William fitz Duncan, Lord of Allerdale in Cumberland und Skipton in Yorkshire, so dass er einen beachtlichen Grundbesitz in Cumberland geerbt hatte. Seine Mutter hatte als Mitgift das Gut von Langley und weitere Güter in Northumberland mit in die Ehe gebracht. Anthony wird erstmals 1301 erwähnt, als sein Vater ihm als jüngeren Sohn Besitzungen in Cumberland und Irland zur Versorgung übergab. Nach dem Tod seines Vaters 1305 erbte sein älterer Bruder Thomas den Großteil der Familiengüter. Als Thomas jedoch bereits 1308 kinderlos starb, wurde Anthony zum Erben der Besitzungen.

## Grenzkriege gegen Schottland
Um diese Zeit wurde Nordengland nach dem Scheitern der englischen Eroberung immer mehr das Ziel von schottischen Überfällen. Anthony Lucy gehörte 1309 und 1311 zum englischen Aufgebot zum Schutz der westlichen Scottish Marches. Im Sommer 1314 nahm er unter Führung von Humphrey de Bohun, 4. Earl of Hereford am Feldzug nach Schottland teil und wurde vor der katastrophalen Niederlage bei Bannockburn zum Ritter geschlagen. Zusammen mit Hereford flüchtete er nach der Schlacht nach Bothwell Castle, dessen Kommandant die Flüchtlinge jedoch den siegreichen Schotten übergab. Erst nach Zahlung eines Lösegelds kam Lucy Anfang 1315 wieder frei. Ende 1315 übergab ihm König Eduard II. die Verwaltung von Hexham in Northumberland und ermunterte ihn dabei, selbst Raubzüge nach Schottland zu unternehmen. Als der englische Befehlshaber in Nordwestengland, Andrew Harclay, Ende 1315 oder Anfang 1316 in schottische Gefangenschaft geriet, wurde Lucy zu einem der wichtigsten englischen Befehlshaber in Nordwestengland. Zusammen mit Ranulf Dacre war er von November 1316 bis November 1317 Verwalter der westlichen Scottish Marches. Am 20. Juli 1318 wurde er zum Sheriff von Cumberland ernannt.

## Rivalität mit Andrew Harclay
Nach Harclays Freilassung löste dieser im April 1319 Lucy als Sheriff ab. Beide nahmen 1319 an der erfolglosen Belagerung von Berwick teil und dienten auch in den nächsten Jahren gemeinsam an der Grenze zu Schottland, wobei sie aber eher Rivalen als Partner waren. Am 15. Mai 1321 wurde Lucy durch Writ of Summons als Baron Lucy in das Parlament berufen, doch Harclay blieb der prominentere der beiden Militärs, besonders nachdem er im März 1322 durch seinen Sieg bei Boroughbridge die Rebellion des Earl of Lancaster endgültig niederschlagen konnte und dafür zum Earl of Carlisle erhoben wurde. Dabei beschuldigte Harclay Lucy ohne Grundlage, mit den Rebellen sympathisiert zu haben und beschlagnahmte die Ländereien seines Rivalen. Der König befahl Harclay rasch, die Ländereien an Lucy zurückzugeben, doch anschließend verklagte Harclay Lucy vor Gericht. Als Harclay Anfang 1323 einen eigenmächtigen Frieden mit dem schottischen König schloss, glaubte er, dass Lucy dies angesichts der schwierigen militärischen Lage unterstützen würde, doch Lucy verhaftete ihn am 25. Februar in Carlisle Castle und übergab ihn den königlichen Richtern. Harclay wurde als Verräter zum Tode verurteilt und am 3. März ließ Lucy die Hinrichtung seines Rivalen vollstrecken.

## Justiciar of Ireland
Der König belohnte Lucy mit einer jährlichen Pension in Höhe von 100 Mark, mit der Herrschaft Cockermouth sowie dem Gut von Papcastle, auf das Lucy Erbansprüche erhob. Von 1323 bis 1328 diente er als Constable von Carlisle Castle, das er umfassend wiederherstellen ließ. Angesichts des andauernden Waffenstillstands mit Schottland ernannte König Eduard III. Lucy am 27. Februar 1331 zum königlichen Justiciar of Ireland, wofür er eine jährliche Aufwandsentschädigung in Höhe von £ 500 erhielt. Zusammen mit seiner Familie sowie mit vor allem aus Cumberland stammenden Gefolgsleuten erreichte er am 3. Juni Irland, wo er versuchte, durch eine strenge Herrschaft die königliche Autorität wieder herzustellen. Er nahm Rechte zurück, die während der Minderjährigkeit Eduards III. verliehen worden waren und ging energisch gegen den aufrührerischen Earl of Desmond vor, den er in Dublin Castle inhaftieren ließ. Im Juli 1332 ließ er den mächtigen, doch ebenfalls aufrührerischen Sir William Bermingham hängen. Durch diese Vorgehensweise machte er sich in Irland viele Feinde. Seine Abberufung erfolgte jedoch angesichts der neuen Kämpfe an der schottischen Grenze, weshalb der König am 30. September 1332 einen neuen Justitiar für Irland ernannte. Am 3. Dezember verließ Lucy Irland und kehrte nach Nordengland zurück.

## Erneute Kämpfe an der schottischen Grenze
Bis zu seinem Tod kämpfte Lucy nun wieder in den Scottish Marches. Im März 1333 führte Lucy einen erfolgreichen Raubzug nach Schottland, bei dem er am 24. oder 25. März der schottische Besatzung von Lochmaben, die ihm den Rückweg verlegen wollte, eine schwere Niederlage beibrachte. Zwischen Juni und September 1334 verwaltete er Berwick, ehe er wieder nach Cumberland zurückkehrte. 1335 nahm er am von Eduard III. und Edward Balliol geführten Invasionsversuch teil. Im Mai 1336 wurde er wieder zum Verwalter von Berwick und dazu zum Justiciar der von England besetzten Gebiete in Schottland ernannt, diese Ämter übte er bis Ende 1337 aus. Der König verlieh ihm dafür das Gut von Earlston im schottischen Berwickshire. 1336 unternahm er mit Truppen aus Cumberland und Westmorland einen Feldzug nach Südwestschottland, während er 1337 Galloway überfiel und dabei eine schottische Armee angriff, die einen Überfall auf Cumberland unternehmen wollte. Anschließend führte er während der Belagerung von Edinburgh Truppen aus Berwick. Im Mai 1338 wurde er erneut zum Sheriff von Cumberland ernannt. Kurz nachdem er das belagerte Perth entsetzt hatte, baten die Adligen aus Cumberland den König, dass Lucy aufgrund der fortdauernden Kämpfe nicht am Parlament teilnehmen solle. Im August 1340 sollte er eine Truppe zum Entsatz von Stirling führen, und obwohl er im November 1341 als Sheriff abgelöst worden war, kämpfte er im Juni 1342 mit 30 Men-at-arms und 30 Bogenschützen weiter in den Scottish Marches. Am 20. Mai 1343 wurde er noch ermahnt, den Waffenstillstand mit Schottland einzuhalten, doch er starb vor dem 10. Juni.

## Ehe und Nachkommen
Er war mit Elizabeth verheiratet, deren Herkunft unbekannt ist, möglicherweise war sie eine Tochter von Robert Tilliol aus Scaleby. Sein Erbe wurde sein Sohn Thomas Lucy, der auch den Titel Baron Lucy erbte. Da dieser ohne männliche Nachkommen starb, fiel der Titel an Thomas Tochter Matilda und an deren zweiten Ehemann Henry Percy, 1. Earl of Northumberland.